# Stade Vail Chaves
Le Stade Vail Chaves (en portugais : Estádio Vail Chaves) est un stade de football brésilien situé à Mogi Mirim dans l'État de São Paulo.
Le stade, doté de 19 900 places et inauguré en 1981, sert d'enceinte à domicile à l'équipe de football du Mogi Mirim Esporte Clube.

## Histoire
En 1981 aboutissent les travaux du stade, nommé à l'époque Stade Wilson Fernandes de Barros d'après le nom du président de l'époque du club du Mogi Mirim EC, et également maire de la ville de Mogi Mirim. Il est inauguré le 7 juillet 1981, lors d'une victoire 4-2 des locaux du Paulista contre Palmeiras (le premier but au stade étant inscrit par Demetrius, joueur du Mogi Mirim).
En 2005, le stade, surnommé Romildão, est rebaptisé Stade du Pape Jean-Paul II (en hommage au pape Jean-Paul II, décédé la même année).
Le record d'affluence au stade est de 32 000 spectateurs, lors d'un nul 1-1 entre Mogi Mirim et Palmeiras le 9 mars 1986.